# Stara Synagoga w Poznaniu
Stara Synagoga w Poznaniu (niem. Alte Betschule) – nieistniejąca obecnie, najstarsza synagoga wchodząca, wraz z Nową Synagogą i Synagogą Nehemiasza, w skład zespołu trzech gminnych synagog przy ulicy Żydowskiej w Poznaniu.

## Historia
Budowę synagogi poprzedził gwałtowny rozwój myśli religijnej wśród poznańskich Żydów, wskutek czego w II połowie XV wieku założono szkołę talmudyczną Lamdej Posna (Uczonych Poznańskich) prowadzoną przez rabinów Mojżesza z Halle i Izaaka Menza z Bambergu. Właśnie ta organizacja zainicjowała budowę nowej gminnej synagogi w formach znanych z Europy Zachodniej. Budowę, rozpoczętą na przełomie XV i XVI wieku, usytuowano w środkowej części kwartału ulic Stawnej, Żydowskiej, Mokrej i Wronieckiej, dając początek zespołowi trzech gminnych synagog znajdujących się w podwórzu kamienic przy ul. Żydowskiej 17–20 i stanowiących przez kilkaset lat centrum poznańskiej dzielnicy żydowskiej, którego położenie uwarunkowane było m.in. bliskością Bramy Wronieckiej, prowadzącej na część przedmieść zamieszkiwanych przez ludność żydowską.
W okresie planowania gnieźnieńskiej synagogi w 1582 postanowiono o odzwierciedleniu architektonicznym poznańskiej Starej Synagogi z dominującą salą męską i dostawionym przedsionkiem. Ta informacja pozwala stwierdzić, że sale kobiece zostały dobudowane w okresie późniejszym, ale jeszcze w XVI w., w którym to pojawiła się tendencja dodawania sal dla kobiet, która na początku XVII w. była już nagminnie przestrzeganą normą.
Bożnica została zniszczona przez pożar miasta w 1590. Spłonęła ponownie w 1613, jeszcze w trakcie jej odbudowy, którą ukończono dopiero w 1618. W międzyczasie do północnej ściany jej babińca dobudowano nową synagogę, a w 1735 Synagogę Nehemiasza. Wszystkie ucierpiały rok później, w 1736 roku, gdy na skutek ulewnych deszczów Warta wystąpiła ze swojego koryta i zalała znaczną część miasta, w tym synagogi i 34 domy mieszkalne przy ulicy Żydowskiej. Prawie 30 lat później, w 1764 roku, zespół synagog i 76 domów żydowskich uległo zniszczeniu podczas wielkiego pożaru miasta. Ze względu na zadłużenie gminy, ponad 30 instytucji z całej Polski zainwestowało na procent w rekonstrukcję zabudowy. Wśród nich znajdował się m.in. Klasztor Cysterek w Owińskach, Klasztor karmelitów bosych w Warszawie, Parafia św. Marcina w Poznaniu i Kolegiata św. Marii Magdaleny w Poznaniu.
Kolejny pożar miasta z 1803 poważnie zniszczył Starą i Nową Synagogę. Wyremontowane zostały dopiero w 1858. Zabezpieczono wtedy pękające mury i stropy, wymieniono podłogę, skierowano ławki na wschód i zamontowano oświetlenie gazowe. Mimo to, w 1880 Policja Budowlana planowała zamknięcie obu bożnic. By temu zapobiec gmina ponownie przeprowadziła remont w latach 1883–1884.
Ze względu na stan techniczny zespołu trzech synagog przy ulicy Żydowskiej, mimo przeprowadzanych remontów, gmina w latach 80. XIX w. zaczęła rozważać budowę nowej ortodoksyjnej synagogi. Wzięto wtedy pod uwagę parcelę pomiędzy ulicą Stawną a Małymi Garbarami, zajętą wówczas przez Szpital dla Ubogich im. Salomona Beniamina Latza i szkołę miejską. W wyniku umowy z 1904 dokonano zamiany parceli, tak że fundacja szpitala otrzymała parcele zajmowane przez zespół synagog, a gmina zobowiązała się do ich rozbiórki w miesiąc po poświęceniu nowej synagogi. 5 września 1907 poświęcono Nową Synagogę, trzy synagogi zaczęto sukcesywnie rozbierać od kwietnia 1908, a rok później, 15 grudnia 1909, przy ulicy Żydowskiej 15/18 otwarto Schronisko dla Starców i Zniedołężniałych im. Salomona Beniamina Latza.

## Architektura
Bożnica zbudowana została jako budowla ceglana o kamiennych fundamentach. Pozostając nieotynkowaną aż do XIX w., przypominała jednonawowe kościoły średniowieczne z wysokimi szczytami i stromymi dachami. Pierwotnie składała się wyłącznie z jednej sali męskiej  (podstawowe rozwiązanie w europejskim budownictwie bożniczym aż do końca XVIII w.), o wymiarach wewnętrznych w świetle ścian ok. 7,5 m x 14,5 m i powierzchni ok. 110,0 m², o osi dłuższej wchód-zachód, orientowana, z wnęką na aron ha-kodesz usytuowana na osi sciany wschodniej, przekrytej trzyprzęsłowym sklepieniem krzyżowym z rzędami ostrołukowych okien w górnej części północnej i południowej ściany. Wejście umiejscowiono w ścianie wschodniej, która jednocześnie mieściła wnękę ze zwojami Tory, zasłoniętą później wielkim drewnianym Aron ha-kodeszem.
Pierwsza przebudowa, przeprowadzona pomiędzy 1550 a 1564, została uwarunkowana rozwojem samorządu żydowskiego i popularną tendencją w II połowie XVI w. Wtedy do południowej ściany bożnicy dobudowano jednokondygnacyjny przedsionek o funkcjach recepcyjnych, który w przeciwieństwie do synagogi nie był zagłębiony w stosunku do podwórza. Odbywały się w nim obrady sądu gminy i zebrania starszyzny kahału. Przepisy talmudyczne nakazują budowanie przedsionków przy zachodniej ścianie sali głównej, jednak ze względu na ciasnotę zabudowy parceli w poznańskiej synagodze dobudowano go od południa.
W końcu XVI w. do synagogi postanowiono dobudować sale kobiece. Jedna z nich przylegała do północnej ściany sali głównej i była dwukondygnacyjna, druga zaś powstała jako druga kondygnacja przedsionka. Funkcje łączeń górnych babińców z salą męską przejęły dawne ostrołukowe okna, natomiast północny dolny babiniec połączono przez specjalnie przebite otwory w północnej ścianie budynku. Wtedy również przedsionek i babiniec otrzymały niezależne dachy dwuspadowe, a w obu salach sklepienie przerobiono na kolebkowe z lunetami.
Po pożarze Starej i Nowej synagogi wymagały one gruntownego remontu. Dlatego w latach 1883–1884, za sumę 70 000 marek, zmieniono układ pomieszczeń dla kobiet: w zachodnich częściach sal głównych wybudowano empory na które prowadziła klatka schodowa powstała po przebudowie dawnego babińca Starej Synagogi. Zamurowano wtedy, niepotrzebne już, ostrołukowe okna, podwyższono poziom podłóg w obu świątyniach do poziomu gruntu i przebito nowe otwory drzwiowe we wschodnich i południowych ścianach budynków. W międzyczasie wyburzono również dwie frontowe kamienice (Żydowska 15 i 16). Zmianom uległy również dawne, dwuspadowe dachy: przebudowano je na płaskie i pokryto blachą cynkową, a elewacje ujednolicono do nowych, neoromańskich form przypominających fasadę budowanej w tym okresie w Poznaniu Synagogi Stowarzyszenia Przyjaciół Dobroczynności.